# Sinea Voda, Razgrad
Sinea Voda (în bulgară Синя Вода) este un sat în comuna Loznița, regiunea Razgrad,  Bulgaria. 

## Demografie
Componența etnică a satului Sinea Voda
     Turci (35,9%)
     Bulgari (26,89%)
     Nicio identificare (35,54%)
     Altele (2,25%)
La recensământul din 2011, populația satului Sinea Voda era de 844 locuitori. Nu există o etnie majoritară, locuitorii fiind turci (35,9%) și bulgari (26,89%). Pentru 35,54% din locuitori nu este cunoscută apartenența etnică.